# Bộ Huyền (玄)
Bộ Huyền, bộ thứ 95 có nghĩa là "đen" là 1 trong 23 bộ có 5 nét trong số 214 bộ thủ Khang Hy.
Trong Từ điển Khang Hy có 6 chữ (trong số hơn 40.000) được tìm thấy chứa bộ này.

## Tự hình Bộ Huyền (玄)

Kim văn
Đại triện
Tiểu triện

## Chữ thuộc Bộ Huyền (玄)
| Số nét bổ sung | Chữ             |
| -------------- | --------------- |
| 0              | 玄/huyền/       |
| 4              | 玅/diệu/        |
| 5              | 玆/tư/          |
| 6              | 率/luật/ 玈/lô/ |